# 蒋小涵
蒋小涵（1982年2月14日—），北京人，毕业于曼彻斯特大学，中国大陆节目主持人和女演员。

## 生平
1982年，蒋小涵出生于北京市，其父亲是著名音乐人蒋涵。因为良好的家庭环境和文化素养，蒋小涵成为了当时的童星。1990年，蒋小涵就出现在中国中央电视台的舞台上，后来陆续拍片和演唱歌曲。2001年，蒋小涵离开北京娱乐圈，到英国曼彻斯特大学新闻系读书。蒋小涵当前在电影频道主持《佳片有约》、《世界电影之旅》、《爱电影》节目。

## 作品

### 电视节目
- 《佳片有约》
- 《世界电影之旅》
- 《爱电影》

### 电视剧
- 《江城警事》
- 《今生是亲人》

### 电影
- 《荒岛情未了》
- 《摇摆de婚约》
- 《今天我出警》
- 《海神003》
- 《篮球公园》
- 《世界是我们的》
- 《火船》